# Tramonti
Pour les articles homonymes, voir Tramonti (homonymie).
Tramonti est une commune italienne de la province de Salerne, dans la région Campanie.

## Géographie

### Communes limitrophes
Cava de' Tirreni, Corbara, Lettere, Maiori, Nocera Inferiore, Nocera Superiore, Pagani, Ravello, Sant'Egidio del Monte Albino.

## Politique et administration

### Liste des maires
| Période                                  | Période | Identité | Étiquette | Qualité |
| ---------------------------------------- | ------- | -------- | --------- | ------- |
|                                          |         |          |           |         |
| Les données manquantes sont à compléter. |         |          |           |         |

### Jumelages
- Pézilla-la-Rivière (France)[2].